# Museu de la sal de Leintz Gatzaga
El Museu de la Sal de Leintz Gatzaga es troba a Leintz Gatzaga (Guipúscoa). S'emplaça 250 metres del nucli del poble, a la Salina de Dorleta, al costat de l'antic Castell de Dorleta .
La raó de ser del museu rau en la producció de la sal, que ha marcat el nom i la història del poble. Al museu recreen els antics processos de la producció de la sal mitjançant unes paelles conegudes com dorla.
El museu va ser inaugurat l'any 2000, sota el nom de "Eugenio Otxoa Museoa" i la direcció de Nerea Zubiete. Des del 2016 celebren la Diada de la Sal a l'octubre.
El contingut de sal de la font d'aigua salada és 7 vegades més gran que el del mar.